# Championnat national de tennis des États-Unis 1910
Pour un article plus général, voir US Open de tennis.
Résultats détaillés de l’édition 1910 du championnat de tennis US National qui est disputée du 20 au 25 juin 1910.

## Palmarès
| Tableau          | Vainqueurs                       | Vainqueurs | Score                   | Finalistes                    | Finalistes |
| ---------------- | -------------------------------- | ---------- | ----------------------- | ----------------------------- | ---------- |
| Simple dames     | Hazel Hotchkiss                  | États-Unis | 6-4, 6-2                | Louise Hammond                | États-Unis |
| Simple messieurs | William Larned                   | États-Unis | 6-1, 5-7, 6-0, 6-8, 6-1 | Tom Bundy                     | États-Unis |
| Double dames     | Hazel Hotchkiss Edith Rotch      | États-Unis | 6-4, 6-4                | Adelaide Browning Edna Wildey | États-Unis |
| Double messieurs | Fred Alexander Harold Hackett    | États-Unis | 6-1 8-6 6-3             | Tom Bundy Trowridge Hendrick  | États-Unis |
| Double mixte     | Hazel Hotchkiss Joseph Carpenter | États-Unis | 6-2, 6-2                | Edna Wildey Morris Tilden     | États-Unis |

## Simple dames
|  |                 |  |   |   |  |
|  | Finale          |  |   |   |  |
|  |                 |  |   |   |  |
|  |                 |  |   |   |  |
|  | Hazel Hotchkiss |  | 6 | 6 |  |
|  | Hazel Hotchkiss |  | 6 | 6 |  |
|  | Louise Hammond  |  | 4 | 2 |  |

## Double dames
|  |                               |  |   |   |  |
|  | Finale                        |  |   |   |  |
|  |                               |  |   |   |  |
|  |                               |  |   |   |  |
|  | Hazel Hotchkiss Edith Rotch   |  | 6 | 6 |  |
|  | Hazel Hotchkiss Edith Rotch   |  | 6 | 6 |  |
|  | Adelaide Browning Edna Wildey |  | 4 | 4 |  |

## Double mixte
|  |                                  |  |   |   |  |
|  | Finale                           |  |   |   |  |
|  |                                  |  |   |   |  |
|  |                                  |  |   |   |  |
|  | Hazel Hotchkiss Joseph Carpenter |  | 6 | 6 |  |
|  | Hazel Hotchkiss Joseph Carpenter |  | 6 | 6 |  |
|  | Edna Wildey Morris Tilden        |  | 2 | 2 |  |